# Biellmannpiruett

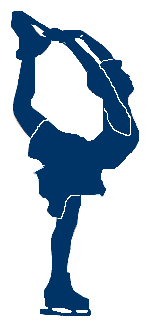
Biellmannpiruett.

Biellmannpiruetten är en piruett inom konståkning där åkaren snurrar på en fot, medan den andra lyfts över huvudet bakom den och hålls med båda händerna. Den kräver smidighet och snurrförmåga och utförs främst av kvinnor, den mest kända manlige åkaren som utför piruetten är Jevgenij Plusjenko. 
Piruetten är uppkallad efter den schweiziska konståkaren Denise Biellmann, som på 1970-talet gjorde den till sin signaturrörelse. Biellmann uppfann inte piruetten, men hon var den första som gjorde den på en stor internationell tävling och vann. Det är oklart vem som uppfann piruetten. Biellmann lärde sig den från sin lagkamrat Karen Iten. Janet Champion och Slavka Kohout gjorde också denna piruett före Denise Biellmann. 

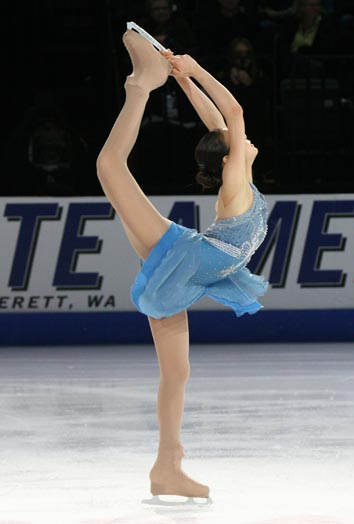
(Kim Yu-na)
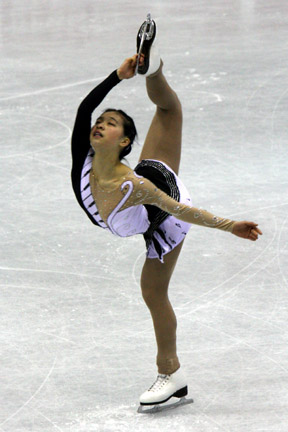
(Mira Leung)
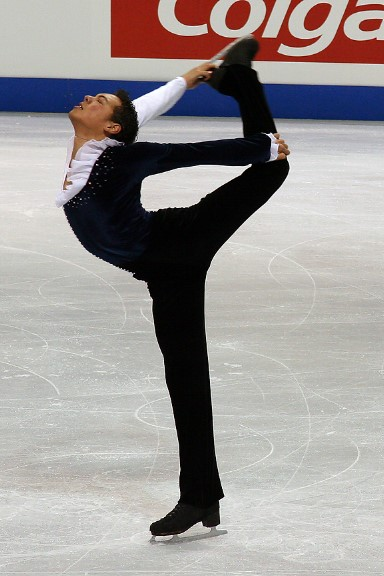
(Jamal Othman)
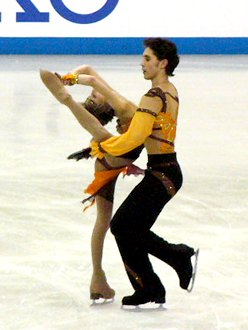
(Jana Khokhlova & Sergei Novitski)